# Romeit
Romeit je kalcijev antimonat s kemijsko formulo
(Ca,Fe,Mn,Na)2(Sb,Ti)2O6(O,OH,F). Romeit je medeno rumen mineral, ki kristalizira v kubičnem kristalnem sistemu. Ime je dobil po slavnem fracoskem kristalografu Jeanu Baptistu Louisu Romé de L'Isleu (1736-1790).
Pojavlja se v metamorfnih železovih-manganovih depozitih in hidrotermalnih žilah, ki vsebujejo antimon. Njegovo tipsko nahajališče je rudnik Prabomaz v dolini Aoste v Italiji. Najpomebnejša nahajališča romeita so v Alžiriji, Avstraliji, Braziliji, Kitajski, Evropi, Japonski, Novi Zelandiji in ZDA. Edino nahajališče romeita v Sloveniji je  Potok pod Blegošem med Poljansko in Selško dolino.

## Vira
- Brugger, J., R. Gieré, Stefan Graeser, Nicolas Meisser, The crystal chemistry of roméite, Contributions to Mineralogy and Petrology, 127, št. 1-2/Marec 1997, str. 136–146.
- Dana, James Dwight (1853) Manual of Mineralogy: Including Observations on Mines, Rocks, Reduction of Ores and the Application of the Science to the Arts, Durrie and Peck. 5. izdaja. str. 303.